# Christiaan Albrecht van Brandenburg-Ansbach
Christiaan Albrecht van Brandenburg-Ansbach (Ansbach, 18 september 1675 - aldaar, 16 oktober 1692) was van 1686 tot aan zijn dood markgraaf van Brandenburg-Ansbach. Hij behoorde tot het huis Hohenzollern.

## Levensloop
Christiaan Albrecht was de tweede zoon van markgraaf Johan Frederik van Brandenburg-Ansbach en diens eerste echtgenote Johanna Elisabeth van Baden, dochter van markgraaf Frederik VI van Baden-Durlach.
Nadat zijn oudere broer Leopold Frederik op tweejarige leeftijd was gestorven, werd Christiaan Albrecht in 1676 de erfopvolger van Brandenburg-Ansbach. In 1686 volgde hij zijn vader op als markgraaf van Brandenburg-Ansbach. Omdat hij toen nog minderjarig was, werd er een regentenraad aangesteld die in zijn naam Brandenburg-Ansbach bestuurde. 
In 1692 stierf hij op 17-jarige leeftijd, nog voor hij officieel volwassen werd verklaard. Hierdoor regeerde hij nooit zelfstandig over het markgraafschap Brandenburg-Ansbach. Omdat hij door zijn jonge leeftijd geen nakomelingen had, werd hij opgevolgd door zijn jongere broer George Frederik II.
- Gemeinsame Normdatei: 136195881
- Virtual International Authority File: 80582542
- WorldCat: E39PBJrrx8r9gyY74WkQmxPbBP